# هنري ألين بولوك
هنري ألين بولوك (بالإنجليزية: Henry Allen Bullock)‏ هو مؤرخ أمريكي، ولد في 1906 في تاربورو في الولايات المتحدة، وتوفي في 1973 في هيوستن في الولايات المتحدة.